# 597 باندسيا
باندسيا هو الكويكب رقم 597 الذي تم اكتشافه من قبل عالم الفلك ماكس ولف من مرصد هايدلبرغ وكان ذلك في 16 أبريل من عام 1906 في ألمانيا.